# Fortaleza de Coburgo

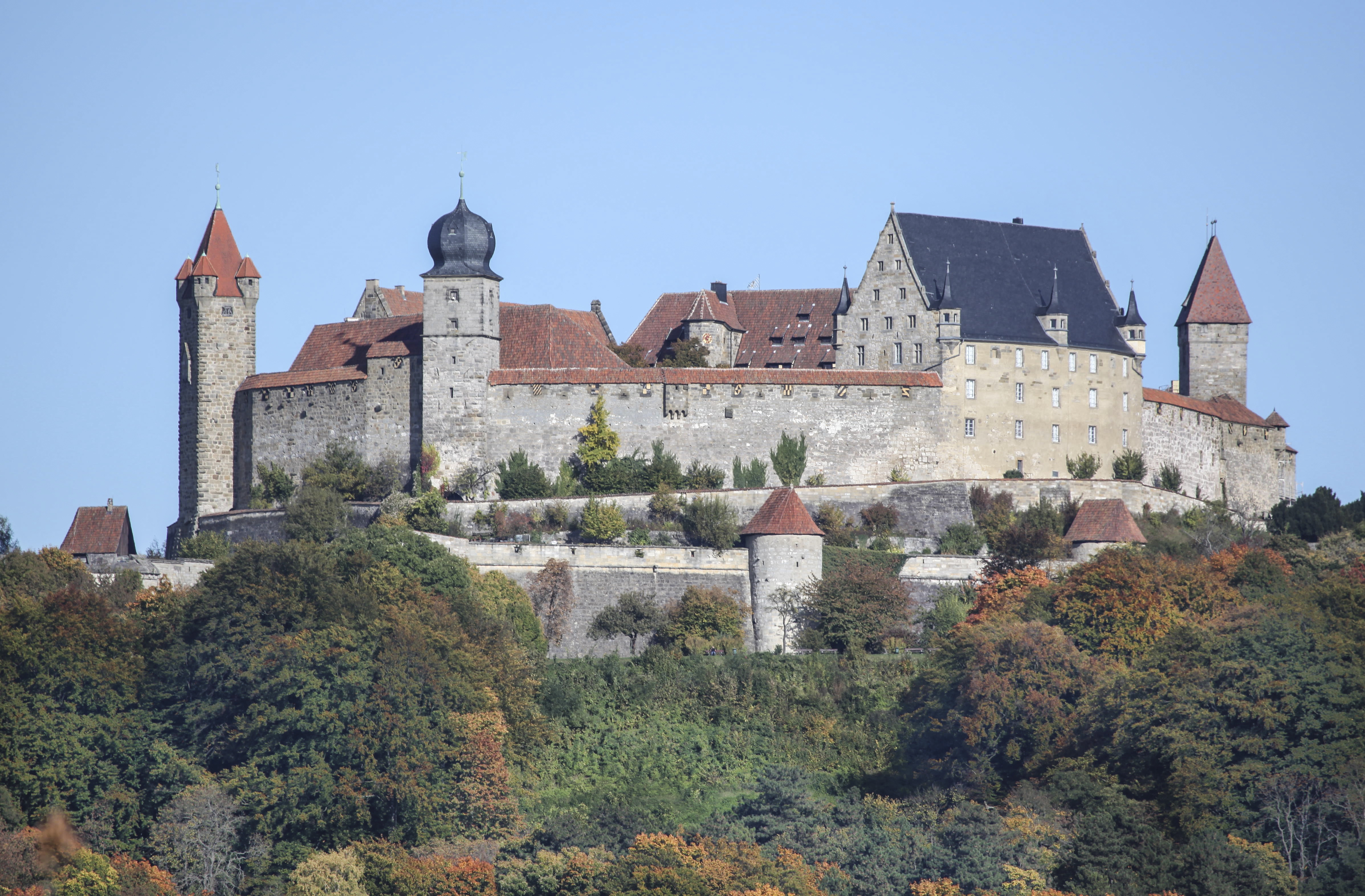
Vista del castillo en 2010

Planta del castillo

La fortaleza de Coburgo, o Veste Coburgo (también llamada "Corona Francona"), es uno de los castillos más grandes y mejor preservados de Alemania. 

## Situación
Está situado en una colina que domina la ciudad de Coburgo, en el límite de la frontera de Baviera con Turingia. A la vista del castillo se localiza en la frontera de Turingia con Baviera el castillo-hermano Veste Heldburg (también llamado "Luz Francona"), que fue una vez una segunda residencia y pabellón de caza de los duques de Coburgo.

## Historia
El Veste Coburgo fue la sede histórica del ducado independiente de Coburgo en Franconia, que ahora es parte del estado federado alemán de Baviera. Martín Lutero vivió en el Veste durante unos meses durante la Dieta de Augsburgo en 1530. En el siglo XX, el castillo fue la residencia del duque Carlos Eduardo de Sajonia-Coburgo-Gotha, un nieto de la reina Victoria, quien también fue (hasta 1919) el 2.º duque de Albany en el Reino Unido.
El trabajo arqueológico se llevó a cabo en la década de 1990 sobre la construcción de los primeros elementos del castillo en los siglos XI, XII y principios del XIII. El siglo XV vio la construcción de substanciales edificaciones adicionales, incluyendo la construcción de la mitad superior de la (c. 1200) Torre Azul, el torreón, el gran salón, la sala de armas y la capilla. La familia ducal abandonó el Veste como residencia en el siglo XVI, prefiriendo el Palacio de Ehrenburg en la ciudad de Coburgo. En consonancia con el renacido interés del siglo XIX por la Edad Media, el duque Ernesto I llevó a cabo notables restauraciones, convirtiendo el Veste en una residencia romántica en una variedad de estilos góticos. 
Muchos de los cambios llevados a cabo por Ernesto fueron modificados otra vez a principios del siglo XX, cuando el estilo historicista gótico del siglo XIX fue relevado por un estilo menos romántico y más adecuado a la apariencia medieval alemana. Estos cambios (1905-1914) fueron hechos por Bodo Eckhardt durante el reinado del duque Carlos Eduardo.

## Museos actuales
El Veste ahora alberga varios museos, incluyendo una colección de objetos de arte y pinturas que pertenecieron a la familia ducal de Sajonia-Coburgo-Gotha, una gran colección de armas y armaduras, significativos ejemplos de los primeros carruajes y trineos modernos, e importantes colecciones de grabados, dibujos y monedas. El nuevo "Europäisches Museum für Modernes Glas" (Museo Europeo de Vidrio Moderno), que abrió sus puertas en octubre de 2008, está ubicado en la galería del museo y ofrece una buena muestra de vidrio contemporáneo.  